# Cygara faraona

Symbol Kih-Oskh

Cygara faraona (fr. Les Cigares du pharaon) – czwarty album komiksowy wydany w serii Tintin, autorstwa Hergé.

## Treść
W roku 1934 Tintin poznaje profesora Cyklonika, zwariowanego egiptologa, i zgadza się udać z nim do Egiptu w poszukiwaniu grobu faraona Kisha-Kosha. Krąży legenda, że nikt nie powrócił z takiej eskapady. Razem znajdują grób, a w nim mumie zaginionych egiptologów oraz trumny dla nich przygotowane. Tintin zauważa też cygaro z banderolą z symbolem faraona, ale nie udaje mu się go zbadać, bo zostaje uśpiony, zamknięty w trumnie i zabrany na statek przemytników opium. Na szczęście, straż przybrzeżna dostrzega statek i postanawia zaaresztować przemytników, ale ci wyrzucają trumny przez burtę. Mimo to, Tintin i Miluś dryfują w trumnach po otwartym morzu i zostają zalani przez falę. Ratuje ich kapitan statku, na którym przebywa Oliveira de Figueira – portugalski sprzedawca. 
Tintin, Miluś i señor Oliveira schodzą na ląd, gdzie kupiec rozkłada swoje stanowisko. Szybko zbiegają się Arabowie, którzy kupują wiele rzeczy. Jeden z nich kupuje mydło i zjada je. Denerwuje go to i grozi zemstą. Jego szejk aresztuje Tintina, ale gdy dowiaduje się kim on jest, przyjmuje go bardzo gościnnie, bo od wielu lat czyta o jego przygodach. Następnie daje mu karabin i bukłak z wodą i Tintin wyrusza z powrotem na łódź. W drodze napotyka Rastapopulosa, który kręci tutaj film, i przypadkiem psuje mu ujęcie, biorąc aktorów za bandytów. Dogaduje się z reżyserem i rozstają się przyjaźnie. Chłopak wraca na łódź i odkrywa, że należy ona do przemytników broni; kapitan opuszcza pokład na widok policji, zostawiając związanego reportera na łodzi. Tajniak i Jawniak pojawiają się na pokładzie i próbują go aresztować, uciekają jednak, wierząc, że Miluś odpalił granat. Tintin daje radę uciec i otrzymuje pomoc od Rastapopulosa. Rusza do miasta i napotyka po drodze bandytów, którzy strzelają do niego i przedziurawiają mu bukłak. Tintin błąka się po pustyni, dręczony przez fatamorgany, ale wreszcie udaje mu się dotrzeć do miasta, w którym panuje wojna - dwójka ludzi z obcego plemienia zaatakowała tutejszego szejka. Tintin zostaje wcielony do wojska, podając imię Ali Be-Bekh. Przypadkiem odnajduje w biurze pułkownika cygara z symbolem Kisha-Kosha na banderoli, ale zostaje złapany i skazany na śmierć jako szpieg. Tajniak i Jawniak, przebrani za kobiety, naładowują karabiny ślepakami i ratują mu życie. 
Jak się okazuje, detektywi dostali rozkaz, aby go aresztować pod zarzutem przemytu narkotyków i broni. Reporterowi udaje się uciec i odlecieć samolotem do Indii. Tam rozbija się i trafia do dżungli, gdzie oswaja słonia, który zawozi go do domu białych osadników. Tintin spotyka tam profesora Cyklonika, który został zatruty trucizną szaleństwa. Tintin poznaje tam poetę, pana Żelaznego, państwa Snowball i pastora Peackocka. Podczas spotkania chce wziąć w dłoń kukri, sztylet wskazujący na osobę w śmiertelnym niebezpieczeństwie; nóż wyślizguje się i wskazuje na Tintina. Chwilę później pani Snowball mdleje, twierdząc, że widziała ducha. Następnego dnia Tintin wyrusza do dżungli, gdzie znajduje kapelusz profesora; ten atakuje go ukradzionym kukri, reporter wyrywa mu jednak broń i każe wyjaśnić, kto kazał mu go zabić. Profesor prowadzi go do fakira, którego określa mianem "oczu"; ten próbuje zahipnotyzować Tintina, wcześniej wspominając o poecie. Cyklonik jednak przypadkiem strzela z pistoletu i Tintin wyrywa się spod kontroli; falir ucieka, a reporter udaje się do pana Żelaznego.

Poeta wyjawia, że istnieje gang handlarzy narkotyków, którego szef stara się zabić Tintina. Nim jednak zdoła wyjawić jego nazwisko, fakir przyczajony za oknem trafia go strzałką nasączoną radżadżal. 
Tintin postanawia zawieźć szaleńców do szpitala psychiatrycznego. Fakir jednak podrabia list doktora Finneya w sprawie dwóch pacjentów; według niego Tintin jest szaleńcem. Reporter na miejscu przekazuje list doktorowi i zostaje zamknięty w pokoju bez klamek. Udaje mu się uciec, ale po wielu perypetiach (najpierw z Tajniakiem i Jawniakiem, którzy dalej próbują go aresztować, później z innymi pracownikami szpitala) zostaje złapany w kaftan bezpieczeństwa i zawisa na drzewie.  Przejeżdża tamtędy Maharadża Rawadżaputalah, który ratuje Tintina. Reporter pozostaje w pałacu Maharadży jako gość. Parę dni później władca słyszy dziwną muzykę i wyznaje, że jego ojciec i brat słyszeli ją tuż przedtem, jak popadli w szaleństwo. W nocy, fakir strzela do jego kukły strzałą nasączoną radżadal i w ten sposób władca zostaje uratowany przed szaleństwem. Tintin próbuje ogłuszyć fakira, ale ten znika. 
Tintin odkrywa, iż drzewo stojące przy pałacu jest wejściem do siedziby stowarzyszenia przemytników opium. Ogłusza jednego z członków i wdziera się na ich zebranie. Na spotkaniu członkowie orientują się, że wśród nich jest szpieg. Postanawiają sprawdzić, kto jest członkiem stowarzyszenia. W tym celu idą do sąsiedniego pokoju i podają hasło z poprzedniego tygodnia. Tintin ogłusza ich i odkrywa, że handlarzami są m.in.: państwo Snowball, sekretarz maharadży, Japończyk, pułkownik, który skazał go na śmierć i fakir. Ten ostatni ucieka, ale maharadża cieszy się, iż jego gość pomógł mu w ujęciu bandytów. 
Następnego dnia zostaje porwany syn maharadży. Tintin rusza w pościg. Udaje mu się złapać fakira, ale jego towarzysz ginie w górach po upadku w przepaść. Reporter odwozi chłopca do ojca, a fakir zostaje aresztowany. Odbywa się parada na cześć Tintina i maharadży. W pałacu odnajdują cygara, które należały do sekretarza i okazuje się, że w nich znajdowało się opium. Tymczasem do pałacu przybywają Cyklonik i Żelazny, którzy zostają odwiezieni do szpitala psychiatrycznego.

## O wydaniu
Czarno-biały album pt. „Cygara faraona” został wydany w roku 1934 (jego kolorowa wersja - dopiero w roku 1955 i nie różnią się one zbytnio). Jest to tom o tyle znaczący, że na jego kartach poznajemy szereg postaci, które od tej pory będą towarzyszyć (na różne sposoby) Tintinowi w jego przygodach. Mowa tutaj przede wszystkim o dwóch cudacznych policjantach, Tajniaku i Jawniaku, lizbońskim handlarzu Oliveirze de Figueira oraz miliarderze i bandycie Rastapopoulosie.
W Polsce komiks ten został wydany przez wydawnictwo Twój Komiks w 2003 roku.